# Ramon Madaula
Ramon Madaula i Canadell (Sabadell, Barcelona, 12 de noviembre de 1962) es un dramaturgo y actor español de cine, teatro y televisión. Titulado en Interpretación por el Instituto del Teatro de Barcelona en 1984.

## Teatro como dramaturgo
- L'electe (2015)
- Ignots (2017)
- Adossats (2018)
- Perduts (2018)
- Jo vaig tenir un Cayenne (2019)
- Els Brugarol (2020)
- Buffalo Bill a Barcelona (2021)

## Teatro
- Escenes d'una execució de Howard Barker. Dirección de Ramon Simó. TNC 2001-02.
- El Paradís oblidat de David Plana. Dir. Carlota Subirós. TNC.
- Terra baixa de Àngel Guimerà. TNC Sala Gran. Dir. Ferran Madico. 2000.
- La Gavina de Chéjov. TNC Sala Gran. Dir. Josep Maria Flotats. 1997.
- Àngels a Amèrica de Tony Kushner. Tallers TNC. Dir. Josep Maria Flotats. 1996.
- Els bandits de Friedrich Schiller. Teatre Lliure. Dir. Lluís Homar. 1995.
- Cartes d'amor de A. R. Gumey. Gira. Dir. Josep Costa. 1995.
- La mort i la Donzella de Ariel Dorfman. Teatreneu. 1994.
- Dansa d'agost de B. Priel. Teatre Lliure. Dir. Pere Planella. 1993.
- Cabaret de Christopher Isherwood. Teatre Novedades. Dir. Jérôme Savary. 1992.
- Viaje de un largo día hacia la noche de Eugene O'Neill. Cia. Julieta Serrano. Dir. John Strasberg. 1991.
- Història del soldat de Igor Stravinsky. Teatre Lliure. Dir. Lluís Homar. 1991.
- Restauració de E. Mendoza. Centre Dramàtic. Dir. Ariel García Valdés. 1990.
- Capvespre al jardí de R. Gomis. Teatre Lliure. Dir. Lluís Pasqual. 1990.
- El viatge de Manuel Vázquez Montalbán. Centre Dramàtic. Dir. Ariel García Valdés. 1989.
- Comedia sin título de Federico García Lorca. Teatro María Guerrero. Dir. Lluís Pasqual. 1989.
- El hombre deshabitado de Rafael Alberti. Cia. José María Rodero. Dir. Emilio Hernández. 1988.
- La ronda de Arthur Schnitzler. Teatre Condal. Dir. Mario Gas. 1986.
- Cyrano de Bergerac de Edmond Rostand. Cía. Josep Maria Flotats. Dir. Maurizio Scaparro. 1985.
- L'auca del senyor Esteve de Santiago Rusiñol. Teatre Grec. Dir. Pere Planella. 1984.

## Filmografía
- La Corona Partida como Gonzalo Chacón, de Jordi Frades. 2016.
- El miedo como Pare, de Jordi Cadena. 2013.
- L'audífon (solo voz), de Pau Durà. 2011. (Cortometraje)
- Elisa K como Narrador, de Judith Colell y Jordi Cadena. 2010.
- Pretextos como Daniel, de Silvia Munt. 2008.
- 53 días de invierno, como hijo de Dolores (solo voz), de Judith Colell. 2006.
- Vorvik como Íñigo, de José Antonio Vitoria. 2005.
- Las voces de la noche como Germán, de Salvador García Ruiz. 2003.
- Ventdelplà como David Estarich
- Gaudí Güell, un projecte comú como Gaudí, de Joan Riedweg. 2002. (Cortometraje)
- Haz lo que te de la gana de Paco Camino. 1995. (Cortometraje)
- Nexo como Marcel, de Jordi Cadena. 1995.
- Cuernos de mujer como Miguel, de Enrique Urbizu. 1995.
- La niña de tus sueños como Pedro, de Jesús R. Delgado. 1995.
- El perquè de tot plegat como Marit, de Ventura Pons. 1995.
- La pasión turca como Ramiro, de Vicente Aranda. 1994.
- Cómo ser infeliz y disfrutarlo como Romualdo, de Enrique Urbizu. 1994.
- Monturiol, el senyor del mar como Josep Mª. Pascual, de Francesc Bellmunt. 1993.
- No et tallis ni un pèl como Àlex, de Francesc Casanova. 1992.
- El largo invierno como Simi Casals, de Jaime Camino. 1992.
- La teranyina como Mercader, de Antoni Verdaguer. 1990.
- El mar y el tiempo como Mariano, de Fernando Fernán Gómez de 1989.
- Daniya, jardín del harem como Bernat, de Carles Mira. 1988.
- El gran Serafín como Martín, de José María Ulloque. 1987.
- Bar-Cel-Ona como Quim, de Ferrán Llagostera. 1987.
- ¡Victòria! 3: El seny i la rauxa de Antoni Ribas. 1984.
- ¡Victòria! 2: La disbauxa del 17 de Antoni Ribas. 1983.
- ¡Victòria!, la gran aventura de un pueblo de Antoni Ribas. 1983.

## TV
- Cuéntame cómo pasó TVE. 2019 - 2021
- La catedral del mar Antena 3. 2018
- Isabel. TVE. 2012.
- Volare. Telefilm TV3. 2012.
- Gran Reserva. TVE. 2010.
- La Mari. TV3.
- Ventdelplà. Josep Maria Benet i Jornet. TV3. Febrero de 2005
- Pedro I el Cruel. Real.: F. Abad. Serie TVE. 1989.
- Un día volveré. Dir.: Francesc Betriu. TVE. 1990.
- La dama enamorada. Real.: Xavier Berraondo. Dramático TV3. 1993.
- Estació d'enllaç. Varios directores. Serie TV3. 1994/95.
- Laia Dir.: Jordi Frades. Telefilm TV3. 1995.

## Premios
- Nominado a los Premis Teatre BCN 2001 al mejor actor por Terra baixa.
- Premio de la Asociación de actores profesionales. Mejor actor de cine por La teranyina. 1991.
- Premio de la Asociación de actores profesionales. Mejor actor secundario en teatro por El viatge. 1990.